# Stuart Blundel Rawlins
Stuart Blundel Rawlins, britanski general, * 1897, † 1955.